# 무함마드 알리 진나
무함마드 알리 진나(우르두어: محمد علی جناح, 구자라트어: મહંમદ અલી ઝીણા, 1876년 12월 25일 ~ 1948년 9월 11일)는 인도의 독립운동가이자 인도 이슬람교 정치인, 파키스탄의 정치인이며 파키스탄의 초대 총독이다. 파키스탄에서는 카이데아잠(우르두어: قائد اعظم, Qaid-e Azam, 우르두어로 위대한 지도자') 및 바바에카움(우르두어: بابائے قوم, Baba-e-Qaum, '국부')으로 불린다. 인도 독립운동 과정에서 인도 국민회의의 비폭력주의를 비판하였고, 인도 국민회의가 자치권 행사 및 지방의회 구성에서 이슬람 세력을 배제하자 반발, 이슬람 국가 건설 운동에 동참한다. 1947년 7월 12일 파키스탄 독립과 동시에 영국령 파키스탄의 초대 총독이었고, 8월 12일 파키스탄의 독립과 동시에 초대 국회의장에 선출되었다.
1910년대부터 1930년대 초반까지 이슬람과 힌두교의 화해를 이끌어내려 하였으나 실패하였다. 결국 그는 영국 정부와 영국령 인도 총독부를 상대로 파키스탄 지역에 인도와는 별도의 총독부 설치 및 자치를 요구하였고, 1947년 8월 14일 인도가 자치권을 얻은 뒤 영국에서 독립할 당시, 파키스탄은 인도와는 별도로 분리 독립하는 성과를 이끌어냈다.
1892년 봄베이 대학교 시절 영국으로 유학하여 1896년 법률을 배우고 변호사 자격증을 취득한 후 돌아와 봄베이 고등 법원의 변호사가 되었으며 인도의 독립운동에 참여하였다. 1910년 인도 제국의 참사회 의원으로서, 힌두교도와 이슬람 교도가 손을 잡고 인도를 독립시킬 것을 주장하였으나 힌두교도의 방해로 실패하였다. 1929년 전 인도 이슬람 교도 연맹의 총재로서 런던 회의에 참석하여, 영국에 이슬람교 지역과 힌두교 지역, 불교도 지역을 분할통치하는 영국의 분할 통치안 정책을 지지하였다. 제2차 세계 대전 중 그는 이슬람 교도만의 독립국가론을 지지하고 인도의 독립이 결정되자 파키스탄을 이슬람 교도의 나라로 분리시킬 것을 주장하여 성공시켰다. 1947년 파키스탄의 초대 총독이 되어 헌법 초안을 작성하는 등 큰 활약을 하였다. 현재 파키스탄에서 그의 생일은 공휴일이다. 그의 이름을 딴 국제공항도 존재한다.

## 생애

### 초기 활동
1876년 12월 25일 당시 영국령 인도의 봄베이 관구에 속했던 인도 북서부 카라치의 비자르 맨션에서 무슬림이자 부유한 상인이었던 아버지 마티발 진나바히 펀자(1857–1902)와 어머니 미티바히의 8남매 중 차남으로 태어났다. 그에게는 1명의 형과 3명의 남동생, 3명의 누이가 있었다. 그가 태어난 지역은 후일 파키스탄에 해당되는 지역이었다. 아버지 마티발 진나바히는 구자라트의 페넬리 마을에서 대대로 거주하던 직조공의 아들로 태어났으며, 그의 집안은 시아파 이슬람 신자였다. 그러나 무함마드 진나는 이슬람교내 파벌은 별로 의식하지 않고, 개입하지 않았다. 여동생 파티마 진나(1893 - 1967)은 후일 파키스탄의 정치인으로 한때 대통령에 입후보하기도 했었다.
아버지 마티발 진나바히가 초빙한 가정교사로부터 가정교육을 받은 후 1887년 신드마드라사사 고등학교에 입학했으나 다시 미션 고등학교로 전학하였다. 청소년기에 인도의 독립에 뜻을 둔 뒤 미션고등학교 재학 중인 1892년 16세에 봄베이(현 뭄바이) 대학교 입학시험에 합격했다하고 법학과에 진학했다. 그의 아버지 진나바히는 영국인 친구의 권고로 무함마드를 사업가로 키우고자 영국으로 보내 경영학을 전공하게 하거나, 사업경험을 쌓게 하려 했으나, 그는 변호사가 되어 독립운동에 종사하기로 결심했다. 영국 유학 전에 인도의 관습대로 아버지 진나바히는 그를 조혼시켰다.
이후 1892년 영국으로 유학, 런던으로 건너가 법학을 배우고 1896년 변호사 자격증을 취득한 후 인도의 독립 운동에 본격 투신하였다. 런던에서 그는 예비 법조인 양성 학교인 링컨 법학원에 입학하여 영국법과 대륙법, 영국의 정치체제를 연구하였고, 종종 영국의 하원, 상원을 방문하여 입법 과정을 참관하였다. 링컨 법학원 재학 중 1895년 영국 변호인협회에 입회했다. 링컨 법학원 재학 중 그는 아내와 어머니의 사망 소식을 접하였다. 그는 1896년 마하트마 간디 등과 인도 국민회의(Indian National Congress)에 참여하였다. 이후 간디, 자와랄할 네루, 빔라와 암베드카르 등과 함께 활동했으나 이슬람 신자들을 배척하려는 국민회의파 주류의 정책에 반발하였다.

### 영국 유학 생활

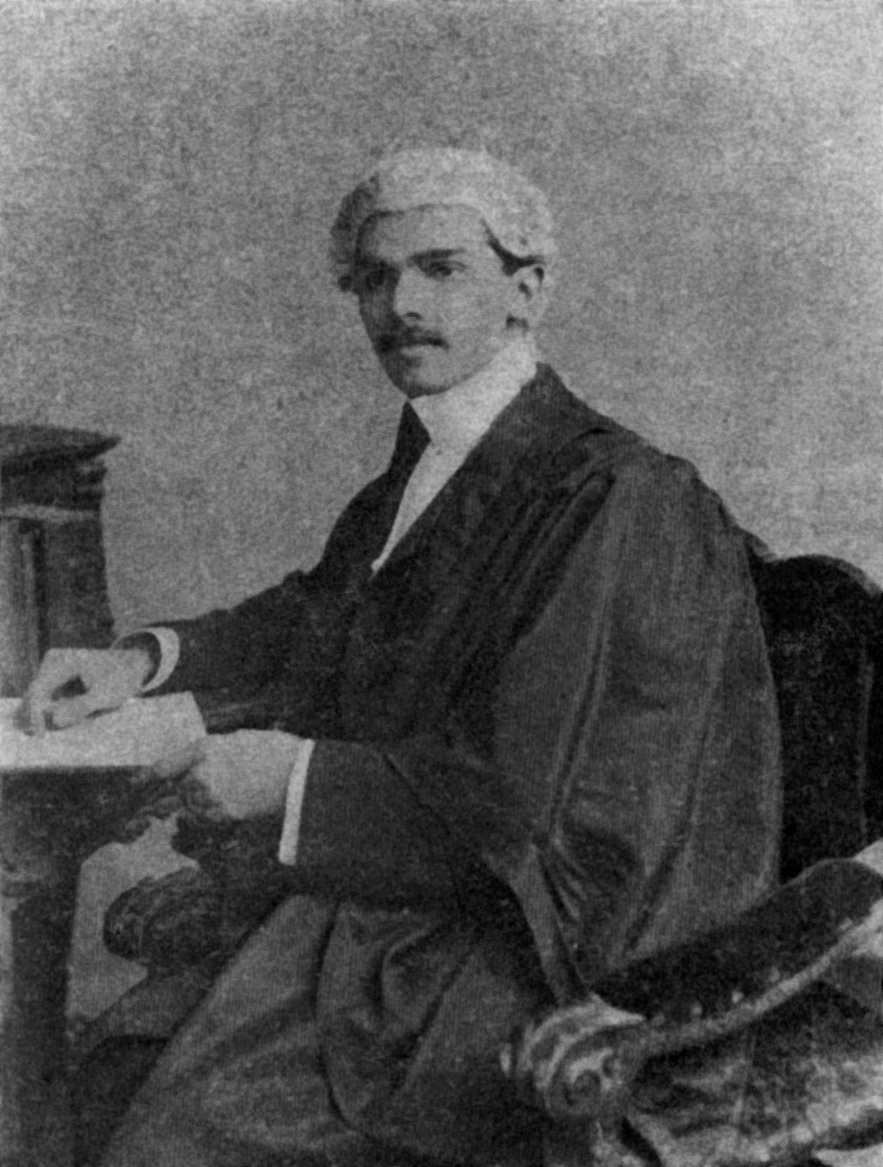
법학도 시절의 무함마드 진나

1892년 런던 도착 직후부터 그는 영국의 총리직을 4번을 역임한 된 윌리엄 글래드스턴의 진보주의 사상에 대단한 관심을 가졌으며, 또한 인도와 인도 학생들에 대해서도 높은 관심을 가졌다. 조로아스터교의 지도자이며 인도 민족주의자 다다바이 나오로지가 영국 의회 선거에 출마했을 때 그는 교파를 초월하여 그를 적극 도왔다. 진나는 다다바이 나오로지의 선거운동원이 되어 다른 인도계 학생들과 선거홍보 및 그의 캠프에서 함께 밤낮을 가리지 않고 도와주었다. 진나와 청년들의 선거운동과 홍보로 다다바이 나오로지는 인도인 최초로 영국 본토에서 영국 하원의원에 당선되었다.
진나가 영국으로 유학 중이던 1893년 아버지 마티발 진나바히 씨의 사업은 악화되었고 아버지 마티발 진나바히의 재산은 법원에 압류되기도 했다. 결국 진나는 대학원 진학과 계속 법률 공부를 희망했으나 곧 포기하게 되었다. 1895년 한때 영국 런던의 셰익스피어 회사와 무대조명 일을 하였지만 아버지의 편지를 받은 즉시 그만두고, 수개월 후 여비를 모아 귀국한다.
유흥을 싫어했고, 특별한 장기가 없었던 그는 법률과 정치, 인권, 독립국가 건설에 모든 관심을 기울였다. 그는 이슬람교도였지만 계율을 철저하게 지키는 독실한 이슬람교도는 아니었으므로, 이슬람 내 종교적 파벌에서는 자유로웠다. 그 뒤 그는 아버지 진나바히와 친구, 친지들의 반대를 무릅쓰고 조로아스터교의 백만장자 딘샤우 페티트 경의 딸과 연애 결혼했으나, 경제 문제와 생활고로 결혼생활은 불행하였다. 이때 누나 파티마만이 그를 이해해주었다.

### 인도 독립운동에 참여
1896년 귀국 직후 아버지 진나바히의 사업이 기울어 자립을 해야 했다. 그가 봄베이 시내에서 변호사를 개업하였지만 초기에는 어려움을 겪고, 자립하기까지 10여 년이 걸렸다. 1900년에는 봄베이주의 자문변호사로 고용되었다. 인도로 돌아온 직후부터 진나는 인도의 독립운동에 투신, 인도의 주권과 독립을 요구하는 인도 국민회의에 본격 참여했으나, 일부 회원들의 이슬람 회원 배척, 힌두교도와 이슬람교의 갈등 속에서 고민하던 중 알라마 이크발의 이슬람 국가 건설론에 동조하였다. 1904년 12월 20일 봄베이주의 연례 회의에 참석하여 두각을 드러냈다. 1906년에 캘커타에서 개최된 인도 국민회의 집회에 참석했을 때 연사가 되어 주목받았다. 1907년 무렵부터는 변호사로 명성을 얻게 되었다.
1910년 영국의 인도 입법 자치의회 의원에 입후보하여 당선되었다. 봄베이의 인도 자치의회에서 만난 인물들 가운데는 마라타 지도자 고팔 크리슈나 고칼레도 있었다. 민족주의 정치가들 외에도 알라마 이크발, 고팔 크리슈나 고칼레 등의 영향을 받고 감격한 그는 의원생활 초기에는 한때 이슬람교도로서 고칼레와 같은 지도자가 되기를 열망했다. 영국 정치제도에 감탄하고, 인도인의 국민성을 향상시켜서 국제사회에서 인도와 인도인의 지위를 향상시키며, 인도 국민들간에 민족의식을 고취시키겠다는 것이 진나의 초기 정치적 신념이었다. 그러나 힌두교와 이슬람교 신자들 간의 파벌다툼과 갈등, 그리고 힌두인들의 무슬림 배척 등에 실망하면서 무슬림만의 국가 건설론을 생각하게 된다.
그당시 그는 여전히 이슬람교의 이익은 인도의 민족주의와 어긋나지 않는다, 인도의 민족주의가 이슬람을 포용할 수 있다고 생각했고, 오래도록 확신했다. 1900년대 초 인도의 각 민족의 통합보다는, 이슬람교만의 독립된 주권을 유지하는 것이 보다 이롭다는 확신이 일부 이슬람교도들 사이에 나타나기 시작했고, 인도의 민족운동은 보다 수가 많은 힌두교 위주로 운영되었다. 한편 이슬람교 신자를 보호하기 위하여 전 인도 이슬람 동맹이 1906년에 발족되었을 때까지만 해도 진나는 냉담하게 대하였다. 그러나 힌두교와 이슬람 갈등이 지속되고, 이슬람인들에 대한 배척을 목격하면서 그는 갈등했고, 1912년 12월 진나는 전인도 이슬람 동맹의 회원은 아니었지만 이슬람 동맹의 집회에 참석하였다. 1913년 무렵 이슬람 동맹이 인도 국민회의처럼 인도의 정치적 해방에 기여할 수 있다고 생각하여 인도 이슬람 동맹에 가입했다. 1915년에는 영국에서 모한다스 간디가 비폭력 무저항주의를 선언하자 영국 런던으로 건너가 간디를 만나보고 봄베이로 되돌아왔다.
1916년에 그는 다시 마리얌 진나(Maryam Jinnah)와 재혼했다. 마리얌에게서는 1919년 8월 15일 딸 다리야가 태어났다. 진나는 이슬람과 힌두교를 화해시키려다가 궁지에 몰리면서도 결혼생활에 충실하여 하였으다. 그러나 마리얌은 1927년 무렵 어떤 질병으로 다리에 통증을 느끼다가 심한 붓기로 고생했고, 그의 곁을 떠나 혼자 생활했다. 마리얌은 만년에 애완동물만 데리고 은둔생활을 하다 1929년 2월 18일에 사망한다. 그녀는 2월 22일 코자 샤리의 아시리 묘지에 매장되었다.

### 힌두교-이슬람 합작 운동과 실패

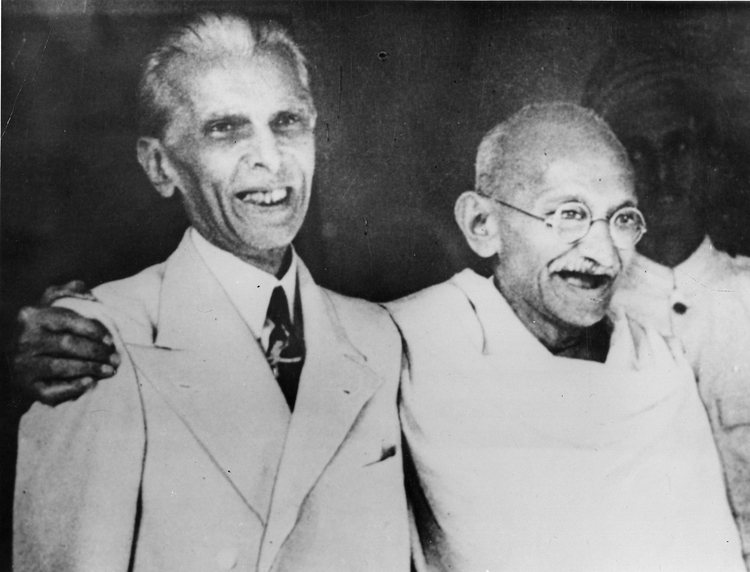
마하트마 간디와 함께, 1944년

진나는 인도 지방자치연맹 조직 때, 지방연맹 봄베이지부 창립 멤버로 참여하고 곧 인도 지방자치연맹 봄베이지부장에 선출되었다. 진나는 단결이 독립을 촉진시키는 길이라는 믿음을 오랫동안 유지하며 힌두교와 이슬람교의 정치적 통합을 위해서 노력하였다. 한때 고칼레는 그에게 "이슬람-힌두교 통합 최고의 사절", "통합의 신사"라는 별명을 붙여주었다. 그는 국민회의, 힌두교 인사, 이슬람 인사들을 설득, 종교 문제로 다투지 말 것을 호소하였다. 국민회의와 이슬람교 동맹이 인도 독립운동 과정에서 연대 활동을 추 합동으로 회의를 하고, 상호협동과 참여의식을 고취시키게 된 것은 진나의 중재 노력 덕택이었다. 인도 국민회의와 이슬람 동맹은 1915년 봄베이에서 회합을 열고, 1916년 러크나우에서 회의를 개최하였으며 그결과 러크나우 협정을 체결하게 되었다. 이 협정에 따라 두 조직은 헌법개정계획안에 날인하고, 이것은 영국 정부에 대한 이슬람 연맹-인도 국민회의의 합동요구안이 되었다. 상호타협이 상당부분 이루어져 이슬람교측은 1909년 영국령 인도총독부로부터 승인받은 이슬람 독립 선거지역구 운영권을 획득하였다. 1916년까지 일부 힌두인들은 이슬람 독립 선거구 운영을 거부했고, 국민회의 역시 양보를 거부하던 사항이었다. 그러나 그는 마하트마 간디 등의 비폭력 무저항 운동을 비판하고 무장 독립운동을 주장하였으며, 국민의회가 자치의회 건설에어 이슬람 회원에게 불이익을 주자 그는 크게 반발했다. 1913년 이슬람계 인도 독립운동가들과 함께 인도무슬림연맹(All India Muslim League)에 참여한 후, 무슬림연맹의 중심인물이 되었다. 한편 1915년 이후 인도 국민회의 외에 인도 지방자치연맹 내에서 모한다스 간디파의 세력이 확장되었다. 진나는 간디의 비폭력 무저항주의 운동이나 힌두교적인 접근방식은 근본적으로 반대하고 있었기에 양자의 화합은 결렬되었고, 1930년대 초 진나는 이슬람-힌두교 통합을 포기하게 된다.
1920년대 초반부터 그는 인도의 독립운동계에서 한발 물러나 관망하였지만 힌두-이슬람 통합이 가능하다고 굳게 믿고 있었고, 양자의 통합을 달성하기 위해서 헌법상의 방법을 모색했다. 그러나 그는 1920년 국민회의로부터 완전히 철수한 후, 점차적으로 문제 해결방안을 이슬람교의 교리, 강령에서 찾으려 했다. 1920년대에 진나가 이끌던 이슬람 동맹은 인도 국민회의와 종교지향적 성격을 띤 이슬람교 킬라파트 위원회 등의 대립, 갈등으로 이어졌다.
마하트마 간디의 무저항주의 운동이 실패하고, 인도 민족운동의 지도력 부재 논란과 각 종교간 갈등, 동시에 힌두교 부흥운동 등이 새로 나타나면서 힌두교도와 이슬람교도 사이에는 적대감이 싹텄고, 힌두교도들의 이슬람 배척은 계속되었다. 1920년대 후반 그는 양자의 화해가 어렵다는 생각을 하게 되었다. 한편 이슬람 연맹은 진나의 중재 노력과는 반대로, 서서히 독자노선 주장하는 요구가 강해졌다. 한편으로 진나는 그는 인도의 독립과 인도의 이익을 위해서는 협력, 연대할 것을 설득하느라 고민했다. 그는 인도의 독립과 민족 해방을 위한 필수조건으로서 힌두-이슬람 화해의 당위성을 의회에서 납득시키고자 했다.

### 이슬람 국가 건설운동

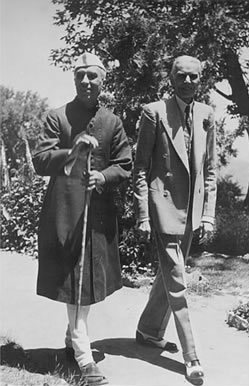
1946년 삼라에서 자와할랄 네루와 함께 (우측이 진나)

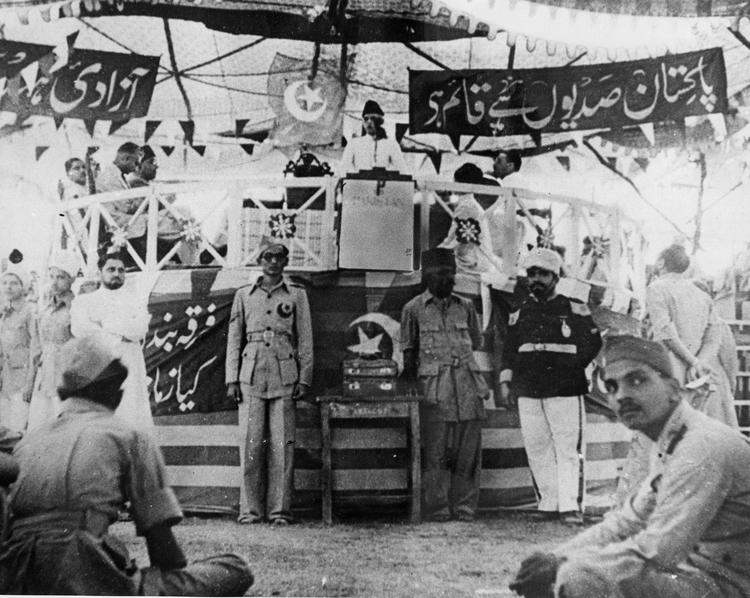
1943년 뉴델리에서의 연설

1920년대 후반부터 1930년대 초 그는 다시 이슬람과 힌두교의 화해를 주선하였다. 동시에 갈등을 피하게 하고자, 인도의 각 주에 이슬람인의 독자적 거주지를 만들어줄 것을 호소하였다. 이때까지도 인도의 민족주의 내에 이슬람의 권익이 상충되지 않는다고 확신했던 그는 이슬람과 힌두교의 화해를 이뤄내겠다고 확신했다. 그는 입법의회 내에서, 그리고 1930~32년에는 런던에서 열린 원탁회의에서 이슬람과 힌두간의 화해와 상호 존중을 주장하고, 14개 요구안을 작성하여 종교적 차별을 두지 말 것, 연립 정부 형성, 물리적 폭력을 행사하지 않는 한 소수자 그룹에 대한 권리 부여 및 존중, 중앙의회 의석의 1/3은 이슬람교도에게 배분할 것, 봄베이 이외의 주와 지방에서는 이슬람인들의 독자적 거주지를 만들어줄 것, 인도 북서 국경지역 개혁 및 교통망, 물자 유통 확충 등을 제안했다. 그러나 그의 주장은 거부되었다.
1930년대에 전인도 무슬림 연맹을 이끌면서 그는 종교 갈등은 회복하기 어렵다고 보고, 힌두교도와 이슬람교도는 각각 서로 다른 국가를 세워야 함을 주장하였다. 이후 영국령 인도 총독부를 상대로 설득, 이슬람인들이 많이 모여사는 인도의 서북 지방을 별도의 지역으로 통치해줄 것을 요구하였다. 1940년 3월 개최된 전(全)인도무슬림연맹대회의 라호르 결의(Lahore Resolution)를 주관하며, 인도 이슬람교의 운명은 이슬람교도만의 국가 건설 성공에 달려 있다고 선언하였다.
1940년 3월 22일~3월 23일 전인도 무슬림 연맹은 라호르에서 이슬람 독립국가(미래의 파키스탄) 건국을 요구하는 라호르 결의안을 상정, 채택했다. 진나 역시 이 회의에 참석하였다. 이슬람 국가 별도 독립안이 발표되자 처음에는 인도의 민족주의자들 사이에서도 비판이 쏟아졌고 특히 인도 국민회의는 강력히 반대했지만, 이슬람인들에 대한 차별이 가속화되면서 이슬람교도의 마음을 사로잡았다. 이후 모한다스 간디, 자와할랄 네루 같은 인물들은 진나를 분열을 획책한다고 비판했다. 한편 영국 정부에서는 관망하였다. 그러나 그는 이슬람 동맹의 생각에 절대 찬성과 동시에 이를 적극 추진해 나갔다. 이후 그는 영국 인도총독부와 영국 정부를 상대로 설득 및 꾸준한 투쟁, 홍보 활동 등을 통해 이슬람 인도인의 국가 건설 운동을 추진, 1947년 영국 정부에서 인도에 자치권을 주고 점진적 독립을 추진할 때, 무슬림 거주지는 인도와는 별도로 자치권을 부여받았다가 따로 독립하게 해달라고 청원, 설득하였다. 결국 인도 국민회의 내에서도 힌두교, 이슬람교 별도 독립국가 건설안을 수용하게 된다.

### 파키스탄 분리독립 성공

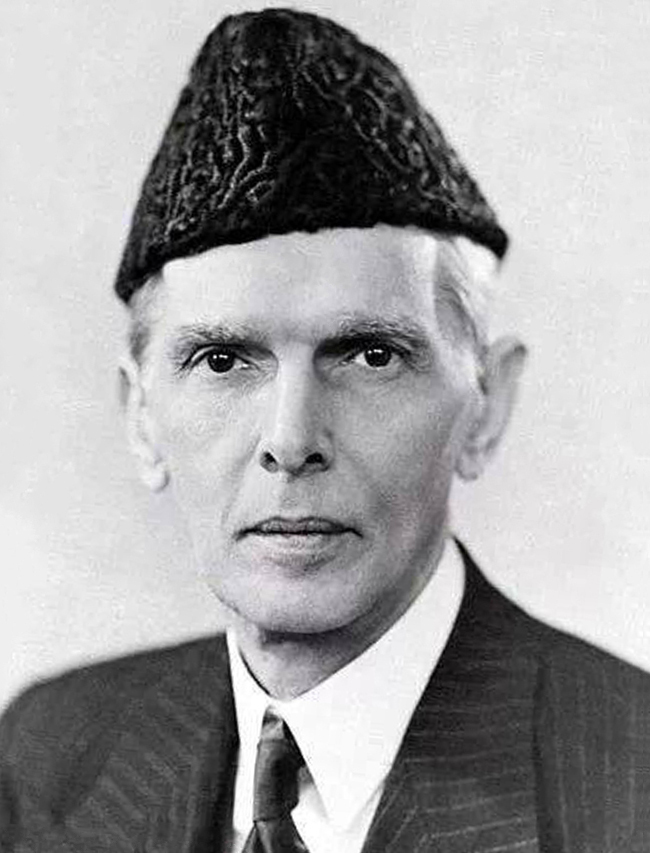
1945년의 진나

그는 영국의 인도 총독 루이 마운트배튼 외에도 영국 정부를 오랫동안 설득하여 인도와는 별도의 총독부 설치를 요구하였다. 1947년 7월 영국의 인도 총독부로부터 파키스탄 지역 분할에 성공하고, 파키스탄을 별도의 총독부를 둠과 동시에 자치권을 허락받고, 나중에 인도와는 별도로 독립하는 것을 확약받았다. 7월 12일 영국령 파키스탄 총독부의 초대 총독으로 취임하였다. 1947년 8월 14일 인도가 영국에서 독립할 때 파키스탄을 제외한 지역만 독립하였다.
영국령 자치 파키스탄의 초대 총독에 취임하여 이슬람 신앙의 자유를 선언함과 동시에 인도 각지에 흩어진 무슬림 파키스탄인들의 귀국과 정착에 힘썼다. 동시에 파키스탄 제헌의회 의원에 선출되었으며, 파키스탄 제헌의회의 의장에 선출되어 총독직과 파키스탄 의회 의장직을 겸했다. 그 해 8월 13일, 진나가 이끄는 파키스탄 제헌 국회는 리아콰트 알리 칸(Liaquat Ali Khan)을 파키스탄의 첫 총리이자 초대 정부 수반으로 선출한다. 그는 1948년 9월 총독과 제헌의회 의장으로 재직중 결핵과 폐렴, 과로로 사망하기까지 난민 복귀 및 정착에 힘쓰고 치안유지 및 국제관계, 경제성장 계획 수립 등 국가정책 골격을 세웠다. 그는 파키스탄의 완전 독립을 보지는 못하였지만 파키스탄의 자치 독립을 이끌어낸 인물로 평가되어, 파키스탄의 국부 호칭을 얻게 된다.
그는 결핵으로 오랫동안 고통받아왔다. 진나는 1940년대 어느 시점에 결핵에 걸린 뒤 내내 결핵을 앓았는데 단지 그의 여동생과 다른 가까운 관계자들만 그의 상태를 알았던 것으로 밝혀졌다. 1948년 그의 병세는 악화되었다. 그해 9월 의사의 휴식 권고에도 업무를 수행하던 중 결핵, 폐렴이 악화되었다. 1948년 9월 1일 그에게 출혈이 일어나 쓰러졌고 그의 혈압은 급격히 떨어졌다. 결국 그는 9월 11일 카라치에서 결핵과 폐암으로 사망하였다.

### 사후

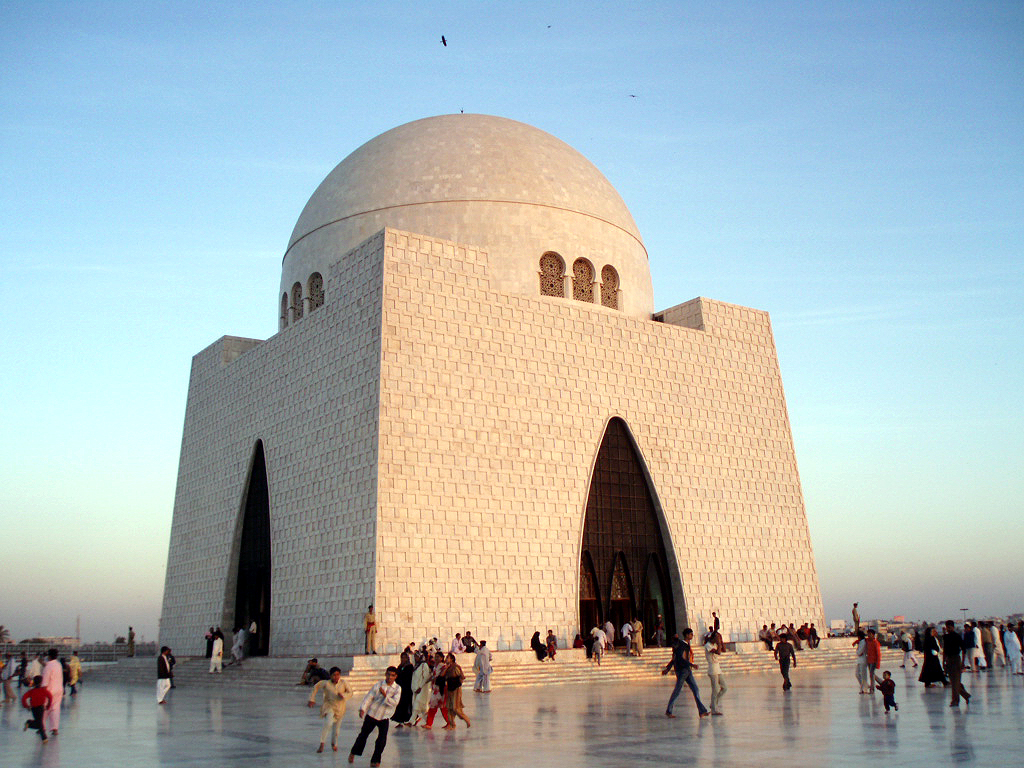
카라치의 진나 묘소

그는 파키스탄의 국부로 불린다. 사후 그의 생일은 파키스탄 국정공휴일로 지정되었으며, 우르두어(語)로 '위대한 지도자'라는 뜻의 '콰이드 에 아잠(Qu'aid-e-Azam)' 또는 '국부(國父)'라는 뜻의 '바바 에 카움(Baba-e-Qaum)'의 존칭으로 불린다.
파키스탄 신드 주(州)의 중심지 카라치에 있는 파키스탄 최대의 공항인 진나 국제공항은 그를 기념하는 뜻에서 따서 붙였다.

## 기타
인도 뭄바이에는 진나가 파키스탄으로 가기 전까지 거주했던 그의 집 진나하우스가 있다. 후일 파키스탄 정부 측에서는 진나하우스를 파키스탄 측에 양도할 것을 인도에 요구하여 한때 갈등이 일기도 했다.

## 같이 보기
- 진나 기록물 (콰이드 이 아참)
- 진나하우스